# Lorenzo Silva
Lorenzo Manuel Silva Amador (Madrid, 7 giugno 1966) è uno scrittore spagnolo.

## Biografia
Nato a Madrid nel 1966, dopo gli studi di diritto all'Università Complutense di Madrid, ha lavorato alcuni anni come consulente economico e revisore dei conti ed è stato avvocato d'affari dal 1992 al 2002.
Ha esordito nella narrativa nel 1995 con Noviembre sin violetas e da allora ha pubblicato numerosi romanzi, raccolte di racconti, saggi di argomento storico e letterario e opere destinate ad un pubblico giovanile.
É principalmente noto al grande pubblico per la serie gialla avente per protagonisti il sergente Rubén Bevilacqua e la giovane guardia in seconda Virginia Chamorro le cui avventure sono giunte (al 2018) all'undicesimo capitolo e sono state tradotte in molte lingue.
Tra i numerosi riconoscimenti letterari ottenuti l'ultimo in ordine di tempo è stato il Premio Planeta nel 2012 per il romanzo La linea del meridiano, settimo capitolo della serie Bevilacqua e Chamorro.

## Opere principali

### Romanzi
- Noviembre sin violetas (1995)
- La sustancia interior (1996)
- El nombre de los nuestros (2001)
- La isla del fin de la suerte (2001)
- Carta blanca (2004)
- Muerte en el reality show (2007)
- El blog del inquisidor (2008)
- Niños feroces (2011)
- Música para feos (2015)
- Nada sucio con Noemí Trujillo (2016)
- Recordarán tu nombre (2017)

#### Trilogia della nostalgia
- La flaqueza del bolchevique (1997)
- El ángel oculto (1999)
- El urinario (1999)

#### Serie Bevilacqua e Chamorro
- Una donna sospesa (El lejano país de los estanques, 1998), Parma, Guanda, 2013 traduzione di Roberta Bovaia ISBN 978-88-6088-909-6.
- L'alchimista impaziente (El alquimista impaciente, 2000), Firenze, Passigli, 2001 traduzione di Roberta Bovaia ISBN 88-368-0684-8.
- La nebbia e la fanciulla (La niebla y la doncella, 2002), Firenze, Passigli, 2003 traduzione di Roberta Bovaia ISBN 88-368-0792-5.
- Nadie vale más que otro (2004)
- La regina senza specchio (La reina sin espejo, 2005), Milano, Longanesi, 2007 traduzione di Roberta Bovaia ISBN 978-88-304-2410-4.
- La strategia dell'acqua (La estrategia del agua, 2010), Parma, Guanda, 2011 traduzione di Silvia Sichel ISBN 978-88-6088-471-8.
- La linea del meridiano (La marca del meridiano, 2012), Parma, Guanda, 2014 traduzione di Roberta Bovaia ISBN 978-88-235-0633-6.
- Los cuerpos extraños (2014)
- Donde los escorpiones (2016)
- Tantos lobos (2017)
- Lejos del corazón (2018)
- El mal de Corcira (2020)

### Racconti
- El déspota adolescente (2003)
- Nadie vale más que otro (2004)
- El hombre que destruía las ilusiones de los niños (2013)
- Historia de una piltrafa (2014)
- Todo por amor (2016)
- Tantos lobos (2017)

### Saggi
- Viajes escritos y escritos viajeros (2000)
- Del Rif al Yebala. Viaje al sueño y la pesadilla de Marruecos (2001)
- Líneas de sombra. Historias de criminales y policías (2005)
- En tierra extraña, en tierra propia. Anotaciones de viaje (2006)
- Y al final, la guerra. La aventura de los soldados españoles en Irak con Luis Miguel Francisco (2006)
- El Derecho en la obra de Kafka (2008)
- Sereno en el peligro. La aventura histórica de la Guardia Civil (2010)
- El misterio y la voz (2011)
- Los trabajos y los días (2012)
- Todo suena (2012)
- Siete ciudades en África: Historia del Marruecos español (2013)

### Letteratura per ragazzi
- Laura y el corazón de las cosas (2002)
- Los amores lunáticos (2002)
- Pablo y los malos con Violeta Monreal (2006)
- La isla del tesoro (2007)
- Mi primer libro sobre Albéniz (2008)
- Albéniz, el pianista aventurero (2008)
- El videojuego al revés (2009)
- Suad, con Noemí Trujillo (2013)

#### Trilogia di Getafe
- Algún día, cuando pueda llevarte a Varsovia (1997)
- El cazador del desierto (1998)
- La lluvia de París (2000)

## Filmografia parziale
- El alquimista impaciente regia di Patricia Ferreira (2002) (soggetto)
- La flaqueza del bolchevique regia di Manuel Martín Cuenca (2003) (soggetto)
- La niebla y la doncella regia di Andrés M. Koppel (2018) (soggetto)

## Riconoscimenti
- Premio Ojo Crítico: 1998 con Una donna sospesa
- Premio Nadal: 2000 con L'alchimista impaziente
- Premio Primavera de Novela: 2004 con Carta blanca
- Premio Algaba: 2010 con Sereno en el peligro. La aventura histórica de la Guardia Civil
- Premio Planeta: 2012 con La linea del meridiano